# Požar v Moskvi (1812)
Moskovski požar leta 1812 je izbruhnil 14. septembra 1812, ko so ruske čete in večina preostalih prebivalcev zapustile mesto Moskva tik pred prihodom francoskih čet cesarja Napoleona, ki so vstopile v mesto po bitki pri Borodinu. Požar je bolj kot ne uničil mesto, ki so ga  prebivalci v predhodnem mesecu večinoma zapustili.

## Vzrok
Pred odhodom iz Moskve je grof Rostopčin ukazal, naj se Kremelj in večje javne zgradbe (vključno s cerkvami in samostani) razstrelijo ali zažgejo. A to ni bil najpomembnejši vzrok požara, ki je uničil mesto. Ko se je večina francoske vojske premikala v mesto, je prišlo še do nekaj požarov. Njihov vzrok ni bil nikoli raziskan. Tako nemarnost kot Rostopčinovi ukazi so lahko bili možni razlogi. Po besedah Germaine de Staël, ki je mesto zapustil nekaj tednov pred Napoleonom, je Rostopčin ukazal zažgati svoj dvorec, nato se je požar razširil na mesto s svojimi 1600 cerkvami. Danes večina zgodovinarjev za začetne požare krivi ruske sabotaže.
To različico dogodkov potrjuje general Armand de Caulaincourt. Navaja, da so bili v Moskvi tri dni. Tisti večer je izbruhnil majhen požar, ki pa je bil pogašen in je bil »pripisan neprevidnosti čet«. Kasneje tistega večera (10h 30min) je Caulaincourta prebudil njegov lakaj z novico, da »je mesto že tri četrt ure v plamenu«. Požari so še naprej nastajali na več ločenih točkah. Povzročitelje so aretirali in zasliševali, ti pa so izjavljali, da jim je njihov poveljnik ukazal, naj vse požgejo. 'V ta namen so bile določene hiše'. Kasneje v istem poglavju zatrjuje: »Obstoj vnetljivih detonatorjev, vsi narejeni na enak način in postavljeni v različne javne in zasebne stavbe, je dejstvo, o čemer sem imel jaz kot mnogi drugi osebne dokaze. Na mestu sem videl detonatorje in veliko so jih odpeljali do cesarja«. Nadaljuje z zapisom »Pregled policijskih spisov ... vse je dokazovalo, da je bil ogenj pripravljen in izveden po ukazu grofa Rostopčina«. Poleg tega so ujeli moskovskega policista, ki je poskušal zažgati Kremelj, kjer je takrat bival Napoleon; pred Napoleonom je častnik priznal, da so njemu in drugim ukazali, da mesto zažgejo, nakar so ga stražarji na licu mesta zabodli po ukazu besnega Napoleona.
Katastrofa se je sprožila z množico majhnih požarov, ki so takoj ušli izpod nadzora in oblikovali ogromen požar. Ta se je hitro razširil, saj je bila večina stavb v Moskvi lesena. In čeprav je Moskva imela gasilsko enoto, je bila njihova oprema po Rostopčinovih ukazih odstranjena ali uničena. Ko se je Napoleon umaknil v grad zunaj mesta, so njegove čete končno začele pleniti in ropati po vsej Moskvi. Tudi stroge kazni niso mogle preprečiti plenjenja, pretepanja ali posilstva moskovskih državljanov s strani francoskih vojakov med požarom. Plameni so se razširili v Kremeljski arzenal, ogenj pa so pogasili francoski gardisti. Po poročanju naj bi bil moskovski požar viden v oddaljenosti do 215 km.
Tolstoj v svojem romanu Vojna in mir nakazuje, da ognja niso namerno podtaknili niti Rusi niti Francozi, ampak je bil naravna posledica opuščenega in večinoma lesenega mesta, ki je padlo v roke napadalnih čet, ko so se požari začeli skoraj vsak dan, celo s prisotnimi lastniki in popolnoma delujočo policijsko postajo in da so vojaki začeli požar s kajenjem pip, kuhanjem hrane dvakrat na dan in sežiganjem sovražnikovega premoženja na ulicah. Nekateri od teh požarov so neizogibno ušli izpod nadzora. Brez učinkovitega gašenja požarov se ti posamezni požari v stavbah razširijo v sosednje in navsezadnje zagori mesto.

## Časovnica dogodkov
Datumi v gregorijanskem koledarju (nov slog) in številke, ki se nanašajo na Clausewitza in Tarla:
- 8. september - Ruska vojska se je začela umikati vzhodno od Borodina.
- 12. september - ruska vojska, ki ji je sledila zaščita Joachima Murata, je postavila tabor v Filiju; čelo ruske vojske se je nastanilo v Dorogomilovo. Vrhunec bega civilistov iz Moskve. Naslednji dan se je ruski vojaški svet pri Filiju strinjal, da bo zapustil Moskvo, ne da bi se boril.
- 14. september - ruska vojska se je skozi Moskvo podala na vzhodno cesto proti Rjazanu, ki ji je sledila množica civilistov (Tarle). Francoska vojska je prečkala reko Moskvo v treh kolonah v Fili, Dorogomilovo in Lužniki, ki so se zbližale v središču mesta. Glavno telo La Grande Armée je štelo manj kot 90.000 moških; Murat z okoli 25.000 vojaki je bil poslan na vzhod, da bi sledil ruskemu umiku. Njegov korpus je prvi jahal skozi mesto, popoldne je zavzel Kremelj. Ruski viri poročajo o prvih požarih v zapuščenem mestu; francoski viri prvič poročajo Napoleonu ob zori naslednjega dne (Tarle). Ti zgodnji požari so bili lokalizirani na Kitaj-gorodu, ulici Solyanka in Taganki (Katajev) in niso upočasnili francoske invazije na mesto.
- 15. september - množični požar v Kitaj-gorodu. Napoleon je prispel v Kremelj.
- 16. september - Kremlju grozi neurje. Napoleon se je preselil v predmestno palačo Petrovski, ko se je prebil skozi gorečo ulico Arbat do reke Moskve, nato pa se po rečnem bregu odpravil na varno pot severovzahod.
- 17./18. september - ogenj je uničil večino mesta in se umiril; Napoleon se je vrnil v Kremelj in pričakoval, da bo od ruskega carja Aleksandra I. pričakal mir.
- 24. september - francosko vojaško sodišče je umorilo prvih 10 'saboterjev' (Tarle).
- 18./19. oktober - francoska vojska je zapustila Moskvo.

## Obseg katastrofe
Ivan Katajev (1911) je izgube ocenil na 3/4 vseh nepremičnin v mestu:
- 6496 od 9151 zasebnih hiš (skupaj 6584 lesenih in 2567 opečnih stavb)
- 8251 trgovin in skladišč (vključno z večino okrožij Kitaj-goroda in Zamoskvorečje)
- 122 od 329 cerkva (šteje samo skupne izgube)

Najdenih je bilo približno 12.000 trupel, od tega je bilo po ocenah 2000 ruskih vojakov ranjenih v požaru. Moskovska državna univerza, Buturlinova knjižnica, gledališča Petrovski in Arbacki so bili popolnoma uničeni; mnoga umetniška dela, zlasti izvorni rokopis epske pesmi Zgodba o Igorjevi kampanji, so bila za vedno izgubljena. Moskovska sirotišnica v bližini Kitaj-goroda, preurejena v bolnišnico, je rešila lokalna policija. Prebivalstvo Moskve leta 1811 ocenjuje na 270.000; po vojni, ko so se prebivalci vrnili v mesto, se je zmanjšalo na 215.000; do leta 1840 se je povečala na 349.000.
Zemljevidi, ki so jih ruske oblasti sestavile po vojni (zlasti vojaški zemljevid iz leta 1817, ponatisnjen za javnost v vodiču iz leta 1831) kažejo, da je večina moskovskega ozemlja podlegla ognju. Izjeme so Moskovski kremelj, sirotišnica, severni odsek Beli Goroda od Tverska ulica do Pokrovke ulice, Patriarši ribniki na zahodu, pa tudi primestna naselja.
Zemljevid verjetno pretirava s škodo in prikazuje nekatere preživele bloke, kot da bi bili uničeni. Ulica Boljše Nikicke, zahodno od obvoznice, je na primer obdržala številne svoje dvorce; čete so branile svoje domove in francosko gledališče, pa tudi francosko kolonijo v Kuzneckem Mostu. Po drugi strani francoska zaščita ni pomagala palači Batašov (današnja bolnišnica Jauzskaja), ki jo je zasedel Muratov štab: po dveh dneh gašenja ga je požrl požar, ki je razdiral Taganko. Kljub temu so ostale stavbe imele dovolj prostora za francosko vojsko. Kot je pojasnil general Marcellin Marbot:
»Pogosto se trdi, da je bil moskovski požar ... glavni vzrok neuspeha kampanje 1812. Zdi se mi ta trditev izpodbijana. Za začetek uničenje Moskve ni bilo tako dokončno, da ne bi ostalo dovolj hiš, palač, cerkva in vojašnic, da lahko sprejmejo celotno vojsko [za cel mesec]«.
Vendar so bile številne enote nameščene ne v mestu, temveč v odročnih predmestjih, kot sta Ostankino (lahka konjenica) ali Himki (italijanski korpus); druge so poslali na jug, da bi zaustavili ruska gibanja.

## Rekonstrukcija mesta
Pomanjkanje sredstev, državnih in zasebnih, je obnovo Moskve zavleklo za vsaj pet let. V tistih letih so propadajoči lastniki prodali številne nepremičnine in cele soseske so spremenile svoj družbeni status; na primer, vse nepremičnine v nekoč raznoliki ulici Maroseika je odkupil trgovski razred.
Nesreča je oblastem omogočila edinstveno priložnost, da načrtujejo mesto iz nič. Februarja 1813 je Aleksander I. Ruski v Moskvi z ukazom ustanovil gradbeno komisijo, da pripravi izvedljiv generalni plan za mesto. Načrt Williama Hastie iz leta 1813 je bil ocenjen kot neprimeren, zato je Komisija najela številne lokalne arhitekte in topografe, ki so leta 1817 izdelali končni generalni plan (ki je vključeval Hastiejeve ideje o čiščenju osrednjih trgov Moskve). V letih 1816–30 so urbanisti postavili Vrtno obvoznico, krožno avtocesto namesto starega obzidja in razširili številne druge ulice.
Kasneje leta 1817 je bila v mestu slovesnost za začetek del Aleksandra Witbergovo cerkev Kristusa Odrešenika, spomenik vojni iz leta 1812 na Vrabčevem hribu. Ta projekt je bil kasneje preklican in  sedanja cerkev je nastala v središču Moskve.
Obnovo Rdečega trga in Kitaj-goroda je vodil Joseph Bove, ki je oblikoval neoklasicistične zgornje trgovinske vrste kot ogledalo kremeljskega senata Matveyja Kazakova. Februarja 1818 je Ivan Martos dokončal Spomenik Mininu in Požarskemu, prvi javni spomenik v Moskvi, postavljen v središču Rdečega trga. Bove je zasnoval tudi simetrični Gledališki trg in do leta 1825 dokončal Bolšoj teater in gledališče Mali. Moskovsko univerzo in druge javne stavbe sta obnovila Domenico Giliardi in Afanasij Grigorjev.
Bove je upravljal tudi s 'fasadnim oddelkom' in odobril zasnove fasad za vse nove stavbe. Močno pomanjkanje opeke, kamna in cementa je veliko razvijalcev prisililo v gradnjo iz lesa; mesto se je moralo strinjati z neizogibnim, pod pogojem, da hiše sledijo neoklasicističnim standardom. Lokalni obrtniki so se odzvali z množično izdelanimi lesenimi imitacijami klasičnih okraskov. Večina teh hiš je bila na koncu uničena. Med dobrimi primeri sta nedavno obnovljena hiša na vogalu Glazovski in Denežni Lans v okrožju Arbat ter hiša pesnika Vasilija Puškina v ulici Staraja Basmanaja.

## V popularni kulturi
Lev Tolstoj uporablja požar kot del zapleta v svojem romanu Vojna in mir.  Ti prizori so bili prilagojeni v sovjetskem filmu 1965–67 Vojna in mir; filmska ekipa je 10 mesecev načrtovala prizore in snemala požare s šestimi zemeljskimi kamerami, hkrati pa snemala iz helikopterjev.